# CLDC
Connected Limited Device Configuration (CLDC) és una especificació d'un entorn de treball per al desenvolupament d'aplicacions Java ME dirigides a dispositius encastats amb recursos limitats com mòbils o PDA.
CLDC va ser desenvolupat per la Java Community Process. Hi ha dues versions de CLDC amb els seus corresponents documents formals (Java Specification Request): CLDC 1.0 (JSR 30) i CLDC 1.1 (JSR 139)

## Requeriments
Memòria mínima disponible:
- CLDC 1.0: 160 KiB
- CLDC 1.1: 192 KiB

La CPU ha de ser de 16 bits com a mínim.

## Limitacions
Algunes API que podem trobar normalment a Java no estan disponibles per a CLDC i altres han hagut de ser modificades per adaptar-les a aquesta configuració. Algunes de les limitacions són:
- La interfície Serializable no està suportada
- Limitacions en Fils d'execució, java.lang.Thread.interrupted() no està suportada
- Limitacions de les capacitats de reflection:
  - El paquet java.lang.reflect ni cap de les seves classes són suportades
  - No hi ha els mètodes de java.lang.Class que permeten obtenir els constructors, els camps o els mètodes.

A més a CLDC 1.0 hi ha les següents limitacions:
- No se suporten les operacions ni les) estructures de coma flotant
- Les referències toves (de l'anglès weak references) no estan suportades